# 13 Dywizjon Rakietowy Obrony Powietrznej
13 dywizjon rakietowy Obrony Powietrznej (13 dr OP) – samodzielny pododdział Wojsk Obrony Przeciwlotniczej Sił Powietrznych
Dywizjon stacjonował w Lublińcu i podlegał dowódcy 1 Śląskiej Brygady Rakietowej Obrony Powietrznej. Dywizjon został rozformowany w 1998 roku.

## Historia
Zgodnie z rozkazem MON nr 005/Oper. z dnia 28 stycznia 1961, następnie zarządzeniem Szefa Sztabu Generalnego WP Nr 0012/Org. z dnia 9 lutego 1962 i rozkazem dowódcy 1 Korpusu OPK Nr 0030/Org. z 26 marca 1962, przystąpiono do formowania 13 dywizjonu ogniowego artylerii rakietowej na bazie rozformowanych 96 i 89 pułku artylerii przeciwlotniczej.
Zasadniczym sprzętem bojowym dywizjonu był PZR SA-75 Dźwina.

Dywizjon włączony został w system dyżurów bojowych Wojsk OPK razem z 13 DA OPK w 1964 roku.

## Dowódcy
- mjr Czesław Urban – 1962–1967
- ppłk Stefan Bojdak – 1967–1971
- ppłk Alfred Prządło – 1971–1984
- ppłk Władysław Przewrocki – 1984–1991
- ppłk Henryk Zając – 1991–1997
- mjr Tadeusz Jasiński – 1997–1998

## Podległość
- 13 Dywizja Artylerii Obrony Powietrznej Kraju im. Powstańców Śląskich – 1962–1967
- 1 Dywizja Artylerii Przeciwlotniczej Obrony Powietrznej Kraju im. Powstańców Śląskich – 1967–1988
- 1 Brygada Rakietowa Obrony Powietrznej Kraju – 1988–1991
- 1 Brygada Rakietowa Obrony Powietrznej – 1991–1998